# Mon Mon Mon Monsters
Mon Mon Mon Monsters (en chino, 報告老師！怪怪怪怪物!; pinyin, Bào Gào Lǎo Shī! Guài Guài Guài Guài Wù!) es una película taiwanesa dirigida por Giddens Ko. Fue proyectada por primera vez el 23 de abril de 2017 en el Festival Internacional de Cine de Hong Kong, donde actuó como película de cierre del festival. Fue estrenada en todo el país el 28 de julio de ese mismo año. El filme esta protagonizado por Deng Yu-kai, Kent Tsai, Carolyn Chen, Eugenie Liu y Lin Pei-hsin, entre otros.
Se trata de una película de comedia/horror centrada en el estudiante de secundaria Lin Shu-wei, quien luego de ser falsamente acusado de robar dinero, es asignado a labores comunitarias cuidando ancianos junto a los bravucones de su clase. A medida que la pandilla de bravucones le acepta como uno de los suyos, Lin participa en sus fechorías en busca de aprobación. Durante una de estas noches, el grupo se topa con dos hermanas gul caníbales y terminan capturando a la menor de ellas. Ese momento marca el inicio de un terrible juego sádico que conducirá a consecuencias fatales.

## Argumento
Lin Shu-wei (Deng Yu-kai) es un estudiante de secundaria introvertido e inteligente pero sin amigos que es constantemente acosado por sus compañeros de clase. Lin ha sido falsamente acusado de robar el dinero de la clase; una banda de bravucones conformada por el líder Tuan Ren-hao (Kent Tsai), su novia Wu Si-hua (Bonnie Liang) y sus amigos Liao Kuo-feng (James Lai) y Yeh Wei-chu (Tao Meng), lo humillan aún más frente a los demás. Sospechando que el grupo era el verdadero culpable, Lin se enfrenta a estos en su escondite. Ren-hao confiesa de forma burlona su crimen, afirmando que necesitaba el dinero para reparar la motocicleta de Kuo-feng. Luego, Si-hua deliberadamente coloca la mano de Lin sobre su pecho, de esta forma haciendo que parezca que lo hizo a propósito y tachándolo de ser un pervertido. Los bravucones toman una foto de la escena y la imprimen por toda la escuela, degradando aún más la ya dañada reputación de Lin. 
Sabiendo que no podría ganarles, Lin secretamente usa su teléfono para grabar un audio de su conversación con los bravucones. Sin embargo su maestra, la Sra. Lee (Carolyn Chen), señala que si sus acosadores son acusados de dicho crimen, el acoso hacia él solo empeoraría. Luego anima a Lin a aceptar la culpa del crimen y asigna a los tres bravucones a realizar su servicio comunitario con él, sosteniendo que eran los más populares de la clase y con la intención de mejorar la relación entre ellos. El grupo es llevado a realizar su servicio comunitario en una casa de retiro, donde su trabajo es alimentar a los ancianos. Sin embargo, los bravucones pronto comienzan a abusar de los ancianos y, aunque inicialmente se siente perturbado por las acciones de estos, Lin termina participando, feliz de ser aceptado por el trío.
Cerca del final del día, el grupo se topa con un anciano veterano del Ejército Nacional Revolucionario que sufre de demencia, y descubren un baúl que creen está lleno de riquezas saqueadas de China. El grupo acuerda regresar por la noche para robar el contenido del baúl. A su regreso, no pueden abrir el baúl y, en cambio, deciden llevarlo de regreso al escondite. Sin embargo, sin saberlo, un par de hermanas gul caníbales han hecho su hogar en el hueco del ascensor de la casa de retiro, atacando tanto a los residentes como a vagabundos. El grupo accidentalmente se encuentra con las guls mientras estas se alimentan de uno de los ancianos. La mayor de las dos huye, mientras que la menor intenta perseguirlos. Aterrados, los chicos huyen del edificio, solo para presenciar como la gul más joven es arrollada por un vehículo. El conductor huye de la escena y el grupo investiga a la criatura aparentemente muerta. Cuando despierta e intenta atacar a Kuo-feng, Ren-hao la deja inconsciente tras golpearla con una pala. Incapaces de dejar a la criatura allí puesto que hay una cámara de tráfico apuntando a la escena, los bravucones deciden llevarla a su escondite creyendo que está muerta. Mientras tanto, la gul mayor lamenta la desaparición de su hermana.
Una vez en el escondite, la gul vuelve a la vida y el grupo descubre que esta posee habilidades sobrenaturales, tales como la regeneración y la capacidad de trepar paredes. Cuando la criatura intenta atacarlos, accidentalmente se expone a un rayo de sol y su piel comienza a arder. Los bravucones aprovechan esta debilidad para someterla y atraparla dentro de una caja; eventualmente atan al gul a un pilar con cadenas. Ren-hao se regocija de tener al monstruo cautivo, afirmando que, dado que no era humano, podían hacer lo que quisieran con ella. Mientras tanto, Lin simpatiza con la criatura y le dice que los demás probablemente la dejarían ir una vez que se aburrieran. Ren-hao extrae varios de los dientes y sangre de la criatura, además de someterla a toda clase de tortura. Desconocido para ellos, la gul mayor se encuentra desesperadamente buscando a su hermana, matando a todo aquel que se cruze en su camino.

## Reparto
- Deng Yu-kai como Lin Shu-wei
- Kent Tsai como Tuan Ren-hao
- Eugenie Liu como Gul mayor
- Lin Pei-hsin como Gul menor (Lee Shiu-jen)
- Carolyn Chen como Sra. Lee
- James Lai como Liao Kuo-feng
- Tao Meng como Yeh Wei-chu
- Bonnie Liang como Wu Si-hua

### Cameos
- Ko Chen-tung como Estudiante en el autobús[6]
- Vivian Sung como Estudiante en el autobús[7]
- Emerson Tsai como Estudiante en el autobús[8]
- Phil Hou como Estudiante en el autobús
- Bruce Hung como Estudiante en la máquina expendedora[9]

## Producción
Mon Mon Mon Monsters fue estrenada por primera vez en el Festival Internacional de Cine de Hong Kong el 23 de abril de 2017. El 28 de julio, fue estrenada en todo el país.
El director Giddens Ko originalmente tenía la intención de que la película fuera un falso documental rodado enteramente con un iPhone. Esta idea, sin embargo, fue descartada cuando el proyecto evolucionó hacia un trabajo mucho más personal, en parte inspirado por las críticas que el director había recibido y que aún recibía tras admitir su infidelidad con la periodista Chou Ting-yu en 2014 y su eventual matrimonio con Chou en 2017. Mientras hablaba de su fuente de inspiración, Ko declaró que «quizás millones de taiwaneses me odiaban, así que quería filmar una película de terror para asustar a todos, para expresar mi odio».

## Premios y nominaciones
| Año  | Premio                                        | Categoría                 | Recipiente                      | Resultado |
| ---- | --------------------------------------------- | ------------------------- | ------------------------------- | --------- |
| 2017 | Bucheon International Fantastic Film Festival | Premio de la audiencia    | Mon Mon Mon Monsters            | Ganador   |
| 2017 | Golden Horse Awards                           | Mejores efectos visuales  | Pao Cheng-hsun y Huang Mei-cing | Nominado  |
| 2017 | Golden Horse Awards                           | Mejores efectos de sonido | Tu Duu-chih y Wu Shu-yao        | Ganador   |